# POP×STEP!?
『POP×STEP!?』（ポップステップ）は、2020年2月5日にポニーキャニオンから発売されたSexy Zone7作目のオリジナルアルバム。

## 解説
前作「PAGES」から約1年ぶりのオリジナル・アルバム。初回限定盤A/B、通常盤の3種類で発売。
今作も前作に引き続き、メンバーの松島聡が突発性パニック障害の治療に専念するため不参加。またオリジナルアルバムとしては、2020年12月から活動休止していたマリウス葉が参加した最後の作品である。
2020年3月24日にポニーキャニオンからユニバーサルミュージック内の新レーベルTop J Recordsへ移籍することが発表されたため、ポニーキャニオンからリリースされた最後のアルバムとなった。

## 収録曲

### CD
※シングル曲の詳細はそのページを参照。
1. 極東DANCE
作詞：多田慎也、作曲：A.K.Janeway/多田慎也、編曲：GRP
  - 本作のリードトラック
2. 恋のモード
作詞、作曲：浅利進吾、編曲：CHOKKAKU
3. 禁断の果実
作詞：春和文、作曲：KOUDAI IWATSUBO/Seiji Iwasaki、編曲：生田真心
4. Honey Honey
作詞：Kanata Okajima、作曲：原一博、編曲：ESME MORI
  - 17thシングルの2曲目
5. タイムトラベル
作詞：HIKARI、作曲：Victor Sagfors/HIKARI、編曲：CHOKKAKU
6. Blessed
作詞・作曲・編曲：Kai Takahashi (LUCKY TAPES)
7. BLUE MOMENT
作詞：前迫潤哉、作曲：前迫潤哉/ツカダタカシゲ、編曲：石塚知生
8. ○△□（読み：マルサンカクシカク）
作詞：ケリー、作曲：竹内サティフォ、編曲：生田真心
9. ダヴィンチ
作詞：MiNE、作曲：MiNE/Susumu Kawaguchi/MORISHIN、編曲：Atsushi Shimada
10. まっすぐのススメ!
作詞：金井政人(BIGMAMA)、作曲：Susumu Kawaguchi/MORISHIN、編曲：Susumu Kawaguchi、ブラスアレンジ：兼松衆
11. Tokyo Hipster
作詞：三浦徳子、作曲：本間昭光、編曲：トオミヨウ
12. MELODY
作詞・作曲・編曲：tofubeats
13. One Ability
作詞：MiNE、作曲：STEVEN LEE/MiNE/Atushi Shimada、編曲：Atsushi Shimada、ストリングスアレンジ：田渕夏海
14. それでいいよ
作詞：Ms.Mimosa/KOUDAI IWATSUBO、作曲：KOUDAI IWATSUBO/Soma Genda、編曲：Soma Genda
15. 麒麟の子
作詞：EARSY、作曲：KOUDAI IWATSUBO/Kuwagata Fukino、編曲：Kuwagata Fukino
  - 17thシングルの1曲目
16. HIKARI
作詞：タナカヒロキ(LEGO BIG MORL)、作曲：Simon JanlÖv/辻村有記、編曲：Simon JanlÖv

### 特典CD
※通常盤のみ
1. Show must go on - 佐藤勝利
作詞：佐藤勝利、作曲：Henri Vuortenvirta/佐伯youthK、編曲：船山基紀/HENZO
2. SHE IS...LOVE - 中島健人
作詞・作曲：中島健人、編曲：GRP
3. HAPPY END - 菊池風磨
作詞：Rachel Mamiko/Fuma、作曲：Mikeneko Homeless/Mamiko、編曲：Mikeneko Homeless
4. all this time - マリウス葉
作詞：Marius Yo/Kanata Okajima、作曲：Andy Love/Andreas Oberg/Christoffer Semelius、編曲：Andreas Oberg/Christoffer Semelius

### DVD

#### 初回限定盤A
1. 「極東DANCE」Music Clip
2. 「極東DANCE」Music Clip Dance ver.(1halfサイズ)
3. Making of「極東DANCE」Music Clip

#### 初回限定盤B
1. Sexy Zone サイコロ旅 ～Sexyドライブで熱海から東京までポップ！ステップ!?～